# Radiador Magazine
[Radiador] Magazine es una revista Mexicana de poesía en formato digital que se enfoca en la difusión de literatura no-convencional y artes. Fue fundada por el poeta y diseñador Daniel Malpica, y el poeta Emmanuel Vizcaya en 2011. Actualmente es realizada en enlace entre la Ciudad de México y Helsinki.
El nombre del proyecto es un homenaje al movimiento de vanguardia el Estridentismo, el cual publicó la revista Irradiador en 1923. [Radiador] Magazine es conocida a lo largo de Latinoamérica y España por su variedad de números temáticos y extraño diseño, sus ediciones enfocadas en poéticas visuales y estéticas literarias excéntricas, su especial atención en autores contemporáneos y artistas visuales internacionales, y una constante, y provocativa, crítica al sistema cultural oficial y la escena política nacional.
La revista ha publicado a un importante grupo de escritores, artistas e intelectuales: Raul Zurita, Enrique Verástegui, Forrest Gander, Michael Palmer, Roxana Crisólogo, Arturo Cordero, Pere Salinas, Joan Navarro, Gerardo Arana, Alexis Díaz Pimienta, Roberto Cruz Arzábal, Aurelio Meza, David Meza, Yaxkin Melchy y Tom Barclay, entre otros.
Entre 2013 y 2014, [Radiador] Magazine recibió una beca para la edición de revistas independientes otorgada por el Fondo Nacional para la Cultura y las Artes, CONACULTA.

## Historia
[Radiador] Magazine fue fundada en la Ciudad de México en septiembre de 2011 por los poetas mexicanos Daniel Malpica y Emmanuel Vizcaya. El nombre fue idea de Vizcaya influenciado por el Movimiento Estridentista de México. El proyecto reivindica el diseño editorial en la era informática, creando números gratuitos que pueden ser leídos y descargados por internet y se encuentran bajo una licencia Creative Commons de distribución libre, contribuyendo a la discusión sobre el valor y la importancia de las revistas independientes en la era informática. Sobre la plataforma digital, Malpica escribe:
 [Radiador] Magazine [...] fue inicialmente planeada como una publicación modesta. Pensábamos tan sólo elaborar un catálogo que publicara la obra de los autores emergentes de nuestro país. Sin embargo, después de editar nuestro numero 0, decidimos mantenernos en línea y explorar las posibilidades de dicho soporte. La respuesta que obtuvimos fue sorprendente. El nivel de alcance, tanto en lectores como en colaboradores, cruzó las fronteras nacionales y nos convirtió en un proyecto internacional hispano-hablante. Lo mismo puede decirse del rango de generaciones, teniendo lectores y escritores que han nacido entre las décadas de 1950 y 1990.

### Curaduría
[Radiador] Magazine es publicada mensualmente en ediciones digitales diseñadas con temáticas definidas y una dictaminación a cargo de Emmanuel Vizcaya. Esto particularmente les ha permitido privilegiar ciertas poéticas visuales que emplean un manejo distinto de tipografías y recursos en imágenes. Por otra parte, la revista se ha caracterizado por dar espacio a diversas visiones estéticas, incluso opuestas, de la literatura, donde quizá los ejemplos más notables se encuentren en las ediciones dedicadas a la poesía visual, la twitteratura, los Ovnis, los zombis, y las reescrituras. Paralelamente, [Radiador] Magazine ha dado espacio a poéticas convecionales recopilando obra dedicada a la tradición, la métrica, el repentismo cubano, los aforismos, entre otras.

### Diseño
El universo visual de [Radiador] Magazine es un concepto original diseñado por Daniel Malpica. El logotipo emplea un par de corchetes en el nombre y suele tener lúdicas variaciones por edición. En el caso de la maquetación editorial, la revista da un uso versátil del diseño tomando diversos registros estéticos que se desarrollan a lo largo de las temáticas mensuales.
Como una peculiaridad del diseño editorial, la revista se ha caracterizado por plantear un manejo estético de riezgo en una apuesta que va desde la sátira como recurso visual (Ver "1.er Especial de Aniversario"), hasta la apropiación y resignificación de diversas influencias y movimientos artísticos (Ver "No.26 o de las reescrituras").
Así mismo, cabe mencionar el carácter provocador de las portadas, diseñadas igualmente por Malpica, cargadas siempre de referencias culturales, políticas y literarias. Con la aparición de su tercera edición de aniversario en diciembre de 2014, [Radiador] Magazine establece una nueva línea editorial. La portada de dicha edición hace una clara alusión al caso de Ayozinapa por la desaparición forzada en Iguala de 2014 realizada contra estudiantes de la Escuela Normal Rural Raúl Isidro Burgos.

## Equipo Editorial

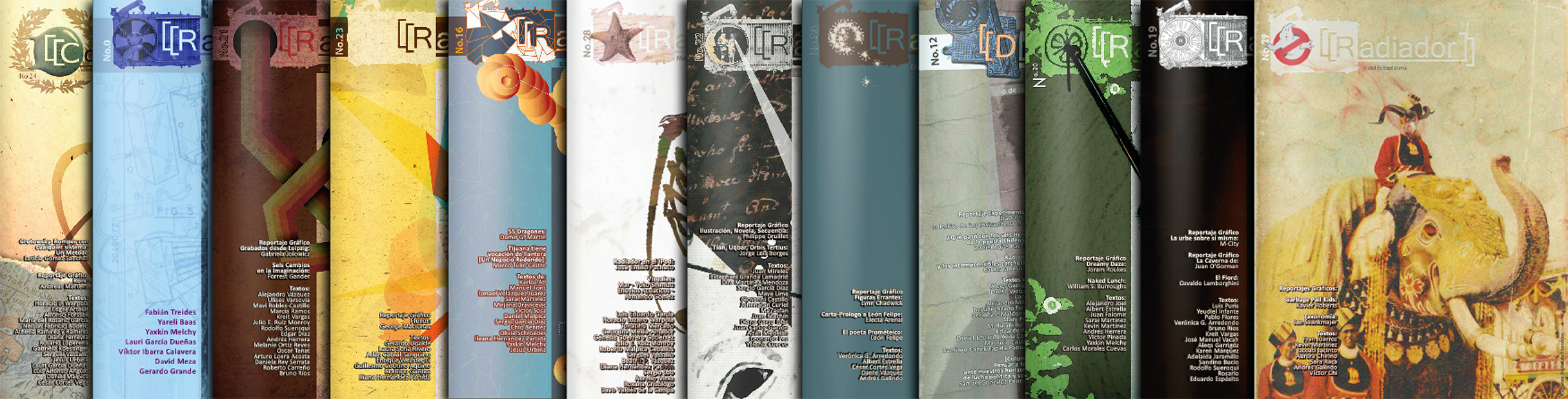
Radiador Magazine es especialmente conocido por su diseño excéntrico y sus portadas provocadoras.

### Fundadores
- Daniel Malpica (Editor y Diseñador)
- Emmanuel Vizcaya (Editor de Poesía)

### Miembros itinerantes

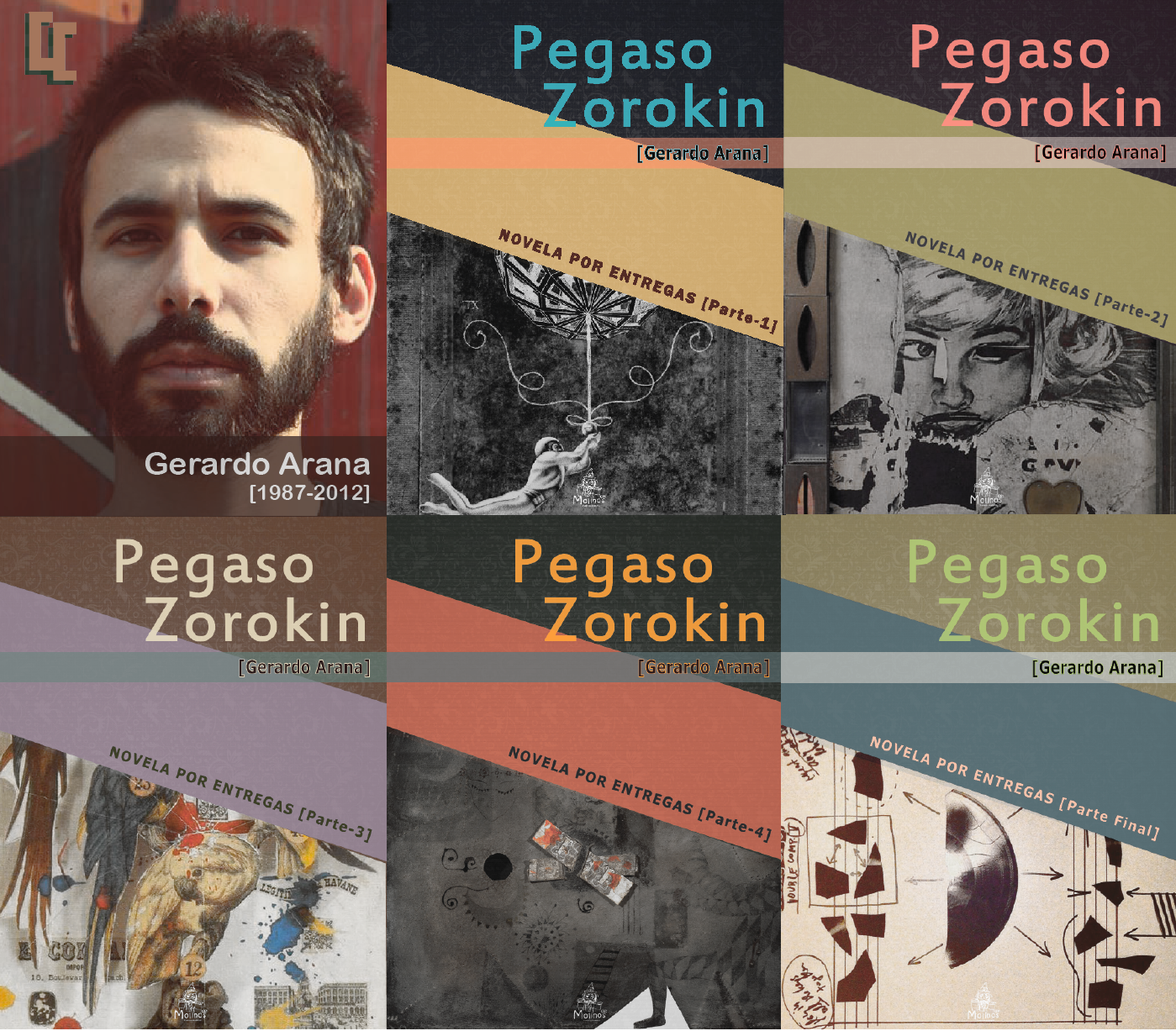
Portadas de la novela Pegaso Zorokin de Gerardo Arana (1987-2012). Publicada por entregas en Radiador Magazine entre marzo y agosto de 2012

- Gerardo Arana: Novelista y poeta. / Pegaso Zorokin Novela por entregas.
- Erick Alonso: Ensayista Literario. / Columnista.
- David Meza: Poeta. / Compilación de Manifiestos.
- Samuel González: Activista, Geógrafo y crítico. / Columnista.
- Sergio Ernesto Ríos: Poeta. / Jaibas Biblio Piratas.

## Lista de las Ediciones
| Número de edición | Título                                   | Fecha de publicación |
| ----------------- | ---------------------------------------- | -------------------- |
| No.0              | o de los Poemas Terremoto                | Sept.2011            |
| No.1              | o de los Epifanemas                      | Oct.2011             |
| No.2              | o de la Electro-Poesía                   | Nov.2011             |
| No.3              | o de la Furia                            | Dic.2011             |
| No.4              | o de la Fraternidad                      | Ene.2012             |
| No.5              | o de la Morfopoesía                      | Feb.2012             |
| No.6              | o de la #Twitteratura                    | Mar.2012             |
| No.7              | o de la Fauna Fantástica                 | Abr.2012             |
| No.8              | o de la Tradición                        | May.2012             |
| No.9              | o de los ovnis                           | Jun.2012             |
| No.10             | Edición Especial - México Negro          | Jul.2012             |
| No.11             | o de la Cronitópica                      | Ago.2012             |
| No.12             | 1.er Edición de Aniversario - Disipador  | Sept.2012            |
| No.13             | o de los Very Best                       | Oct.2012             |
| No.14             | o del Unknown                            | Nov.2012             |
| No.15             | o de la Zombificación                    | Dic.2012             |
| No.16             | o de la Geometría                        | Ene.2013             |
| No.17             | o de la Pornópolis                       | Feb.2013             |
| No.18             | o de los Elementos                       | Mar.2013             |
| No.19             | o de las Cosmovisiones                   | Abr.2013             |
| No.20             | o de las Psicotorpías                    | May.2013             |
| No.21             | o del Open Source                        | Jun.2013             |
| No.22             | o del Hypnos                             | Jul.2013             |
| No.23             | o de las Teo(r)ías                       | Ago.2013             |
| No.24             | 2.ª Edición de Aniversario - Condensador | Sept.2013            |
| No.25             | Diaspórico                               | Oct.2013             |
| No.26             | o de las Reescrituras                    | Nov.2013             |
| No.27             | o de la Máxima Suprema                   | Dic.2013             |
| No.28             | Mare Ignotum                             | Jan.2014             |
| No.29             | o del Ectoplasma                         | Feb.2014             |
| No.30             | o del Futuraizer                         | Mar.2014             |
| No.31             | o de la Primera Vez                      | Abr.2014             |
| No.32             | o del.NET                                | May.2014             |
| No.33             | o del Subterráneo                        | Jun.2014             |
| No.34             | o del A BB A                             | Jul.2014             |
| No.35             | Libre                                    | Ago.2014             |
| No.36             | 3.er Edición de Aniversario - Atomizador | Sept.-Dic.2014       |

## Libros

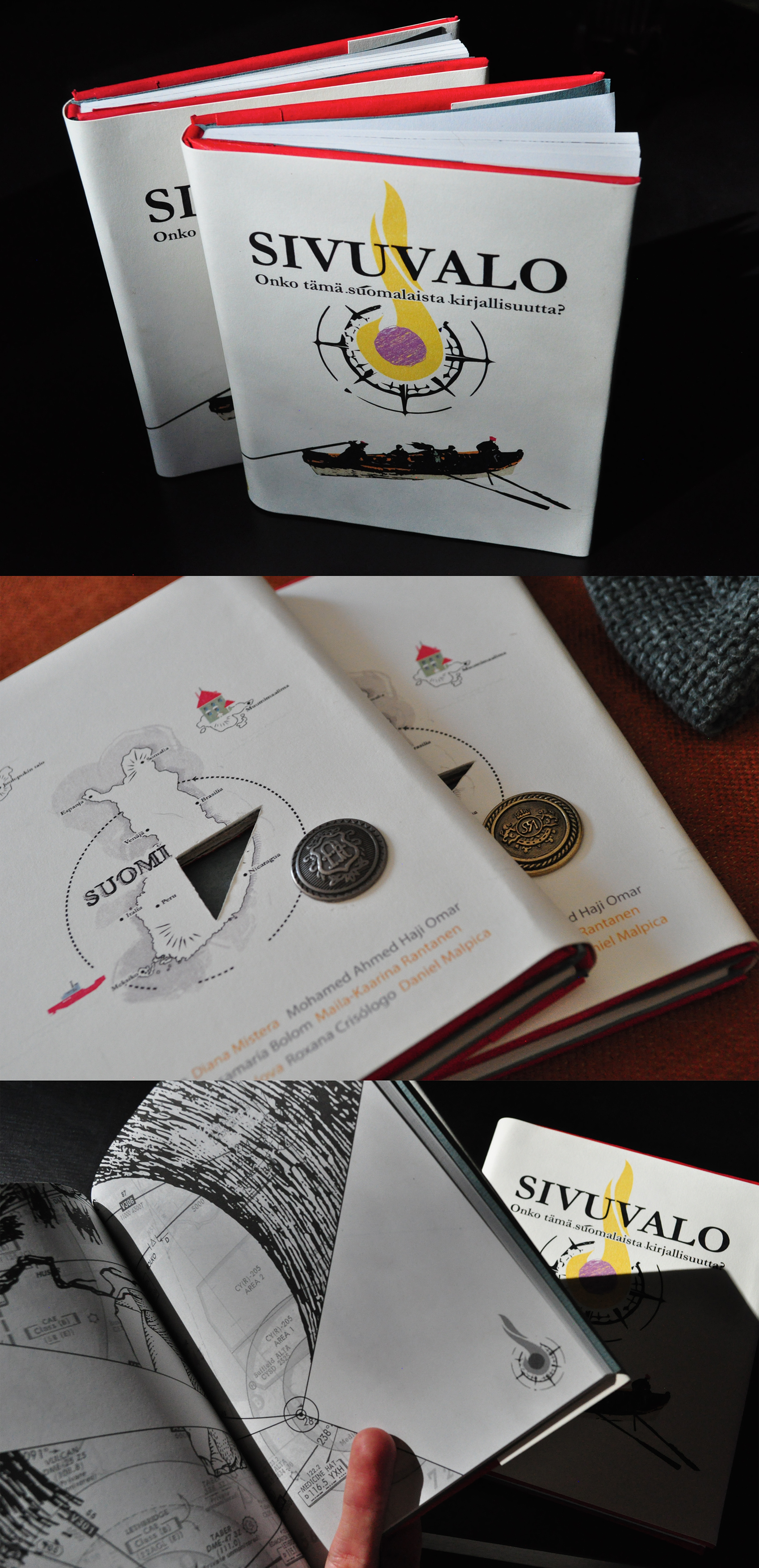
Sivuvalo: Es esto Literatura Finlandesa? - Compilación internacional que reúne escritores extranjeros que viven en Finlandia. La edición cuenta con una versión artesanal y otra digital de descarga gratuita.

[Radiador] Magazine ha publicado algunos libros bajo los fundamentos del movimiento de las Editoriales cartoneras usando técnicas artesanales y materiales reciclados. Recientemente, [Radiador] Magazine ha colaborado con diversas organizaciones culturales finlandesas como el proyecto Sivuvalo y la Fundación Kone (auspiciada por la empresa KONE) en la elaboración de un libro cartonero-artesanal, recibiendo buena respuesta de la prensa finlandesa sueco-hablante.

### Lista de libros publicados
- Los Abisnautas: Universitarios del Universo, Varios Autores, Poesía y Artes Visuales (Ediciones Radiador, 2012)
- Pegaso Zorokin por Gerardo Arana, Novela (Ediciones Radiador, 2012)
- Met Zodiaco por Gerardo Arana, Novela (Ediciones Radiador, 2012)
- Sivuvalo: Es esto literatura Finlandesa?, Varios Autores, Poesía y Narrativa (Ediciones Radiador/Sivuvalo, 2014)